# Miguelangelo Veiga
Miguelangelo Veiga (Lisboa, 1974) é um pintor português com uma carreira marcada pela diversidade nas suas obras. Formado em Pintura pela Faculdade de Belas Artes da Universidade de Lisboa, desde 2000, dedica-se à investigação no campo das artes visuais, explorando diversas vertentes como Desenho, Pintura, Instalação e Vídeo.
A sua obra foi exibida na exposição "O Sítio das Artes - O Estado do Mundo" no Centro de Arte Moderna, promovida pela Fundação Calouste Gulbenkian durante as comemorações do 50º aniversário da fundação. Esta exposição ressaltou a relevância de Veiga no cenário artístico nacional e internacional.

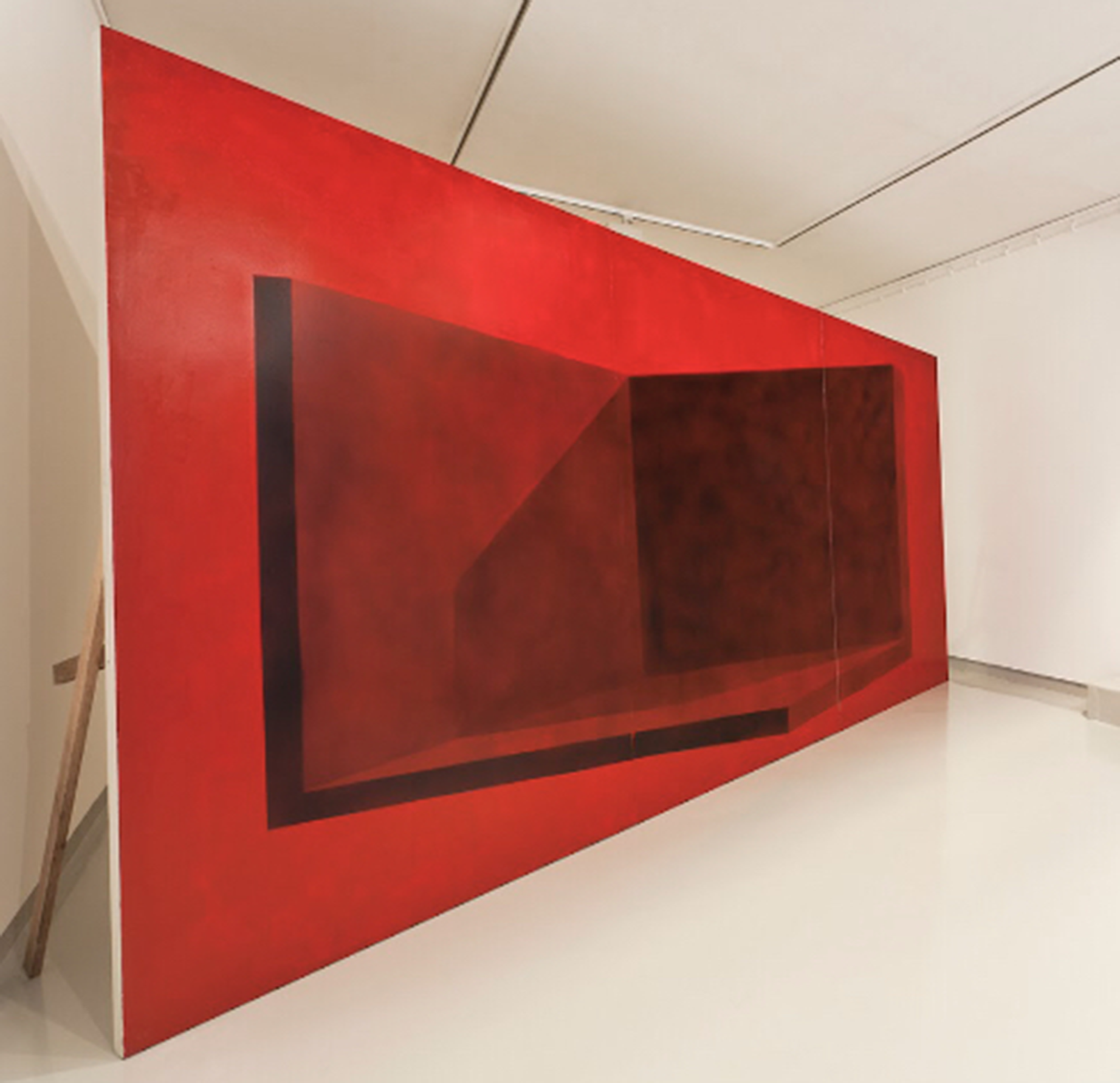
13.5m2, Galeria Presença, 2012

Outro marco significativo foi a participação no "Loop: Videoarte Contemporânea da UE", onde representou Portugal no Festival Internacional de Vídeo Europeu em Washington, EUA. Este evento foi distribuído por instituições renomadas como The Phillips Collection, Katzen Arts Center e o Smithsonian’s National Portrait Gallery, consolidando a presença de Veiga no panorama internacional da videoarte.
Entre as muitas obras e projetos de Miguelangelo Veiga, destaca-se a exposição "Variations Portugaises" em 2018 no Centro de Arte Contemporânea Abbaye Saint Andre - CAC Meymac, na França e em 2019, em "Constelações: uma coreografia de gestos mínimos", exposição no Museu Coleção Berardo em Lisboa, Portugal.